# Red Hill South
Red Hill South – miasto w Australii, w stanie Wiktoria.